# Francesco Ferrari (pittore)
Francesco Ferrari (Fratta Polesine, 25 gennaio 1634 – Ferrara, 23 dicembre 1708) è stato un pittore italiano, esponente della pittorica barocca della seconda metà del XVII secolo e del quadraturismo bolognese.

## Biografia
Nato a Fratta Polesine, nei dintorni di Rovigo, mostrò fin da giovanissimo la sua predisposizione al disegno tanto che il padre, Giovan Rocco, di professione mercante, decise di sottoporlo all'insegnamento di un non specificato "pittore figurista francese", chiamato per lavorare in Polesine su soggetti religiosi e non, tra i quali affreschi nella Pieve di Santa Margherita di Presciane, nei pressi di San Bellino, e nella villa Nani Mocenigo, a Canda.
In seguito si trasferì a Ferrara, dove divenne professore di pittura architettonica e ornamentale sotto il pittore bolognese Gabriele Rossi. Ferrari dipinse La disputa di San Cirillo e la Preghiera di Elia per la pioggia per la chiesa di San Paolo di Ferrara. Dipinse anche per la cattedrale di San Giorgio e per la chiesa della Beata Vergine del Monte Carmelo. Lavorò anche per i teatri e in diverse città italiane come architetto, anche al servizio di Leopoldo I d'Asburgo a Vienna. Essendo costretto a lasciare la Germania a causa della sua salute, tornò a Ferrara.
Tra i suoi allievi c'erano Mornassi, Grassaleoni, Paggi, Raffanelli, Giacomo Filippi, e uno che superava tutti gli altri, Antonfelice Ferrari, suo figlio.